# Steve Russell (Politiker)

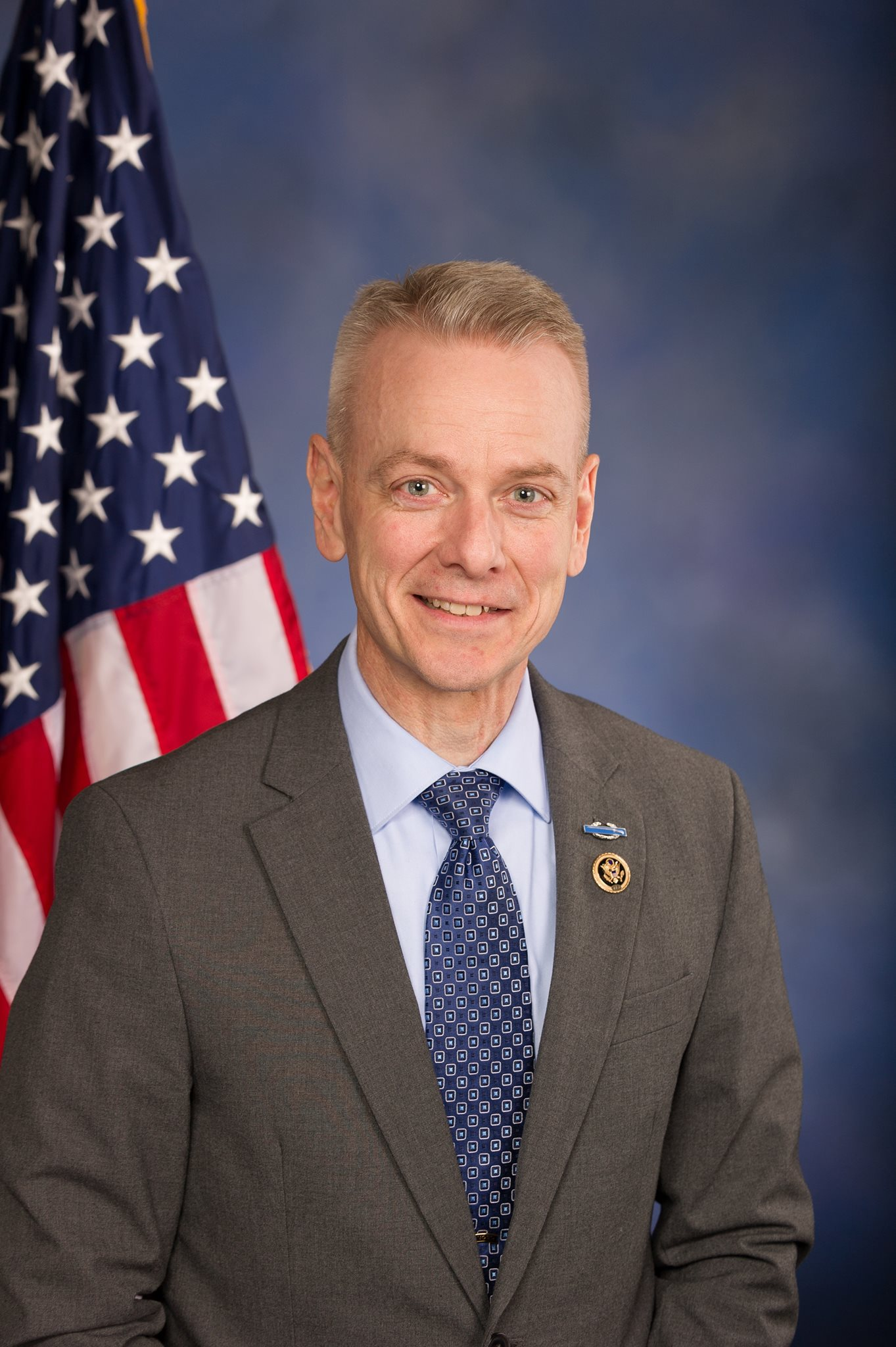
Steve Russell (2015)

Steven Dane „Steve“ Russell (* 25. Mai 1963 in Oklahoma City, Oklahoma) ist ein US-amerikanischer Politiker. Von 2015 bis 2019 vertrat er den Bundesstaat Oklahoma im US-Repräsentantenhaus.

## Werdegang
Im Jahr 1981 absolvierte Steve Russell die Del City High School in Oklahoma. Danach studierte er bis 1985 an der Ouachita Baptist University in Arkadelphia im Bundesstaat Arkansas. Zwischen 1985 und 2006 diente er in der United States Army, in der er bis zum Lieutenant Colonel aufstieg. Während dieser Zeit war er auch in verschiedenen Ländern außerhalb der Vereinigten Staaten stationiert. Er nahm aktiv am Irakkrieg und am Militäreinsatz in Afghanistan teil. Für seine militärischen Leistungen wurde er mit mehreren Orden ausgezeichnet, darunter der Bronze Star und die National Defense Service Medal. Nach seiner Militärzeit hielt er Vorträge zur Unterstützung amerikanischer Soldaten bei Kriegseinsätzen. Außerdem schrieb er Abhandlungen über Ereignisse des Zeitgeschehens. Er verfasste unter anderem ein Buch über die Verhaftung von Saddam Hussein mit dem Titel We Got Him. Ferner trat er in Fernseh- und Radiosendungen auf. Er gründete eine Firma, die Waffen herstellt und irakische Waffen aus dem Irakkrieg nachbaut. Politisch schloss er sich der Republikanischen Partei an. Zwischen 2008 und 2012 saß er im Senat von Oklahoma.
Bei den Kongresswahlen des Jahres 2014 wurde Russell im fünften Wahlbezirk von Oklahoma in das US-Repräsentantenhaus in Washington, D.C. gewählt, wo er am 3. Januar 2015 die Nachfolge von James Lankford antrat, der in den US-Senat wechselte. Er siegte mit 60:36 Prozent der Stimmen gegen den Demokraten Al McAffrey. Da er im Jahr 2016 erneut in seinem Amt bestätigt wurde, wird er auch dem am 3. Januar 2017 zusammentretenden 115. Kongress der Vereinigten Staaten angehören. Seine neue Legislaturperiode lief bis zum 3. Januar 2019. Bei den Kongresswahlen des Jahres 2018 unterlag er mit 49,3 % der Stimmen Kendra Horn, der Kandidatin der Demokraten, die 50,7 % erhielt und schied so aus dem Repräsentantenhaus aus.